# إليزابيث تشارلز
إليزابيث تشارلز (بالإنجليزية: Elizabeth Charles)‏ (2 يناير 1828، تافيستوك في المملكة المتحدة - 28 مارس 1896، هامبستاد في المملكة المتحدة)؛ كاتِبة، شاعرة وروائية بريطانية.

## روابط خارجية
- إليزابيث تشارلز على موقع ميوزك برينز (الإنجليزية)